# Denise Neuweiler
Denise Neuweiler (* 24. März 1979) ist eine Schweizer Politikerin (SVP). Sie führt als Regierungsrätin des Kantons Thurgau das Departement für Erziehung und Kultur.

## Leben
Denise Neuweiler absolvierte eine kaufmännische Lehre bei der Suva, legte danach die eidgenössische Matur ab und schloss ein Studium mit Diplom als Verwaltungsökonomin ab. Weitere Stationen waren PricewaterhouseCoopers, Stadler Rail und die Sozialen Dienste der Gemeinde Weinfelden. Nach der Heirat mit dem Kreuzlinger Unternehmer Christian Neuweiler arbeitete sie neben den Familienpflichten mit zwei Töchtern teilzeitlich in seiner Firma für Schweisstechnologie und Maschinenbau.

## Politik
Seit 2011 war Neuweiler Gemeinderätin ihrer Wohngemeinde Langrickenbach, von 2019 bis 2024 war sie Gemeindepräsidentin. 2020 wurde sie ins Kantonsparlament gewählt. 
Bei der Gesamterneuerungswahl am 7. April 2024 wurde sie als Nachfolgerin von Monika Knill in den Regierungsrat gewählt. Sie übernahm am 1. Juni 2024 das Departement für Erziehung und Kultur.